# Болонка
Болонка — группа декоративных пород собак.

## Происхождение слова
Слово болонка происходит от названия города Болонья в Италии. Французской болонкой в России называли породу болоньез (фр. Bolognese от итал. Bolognese — букв. болонская), так как она была завезена из Франции.
Впоследствии болонками стали называть и других собак того же типа. Согласно классификации FCI эта группа собак называется бишон (фр. Bichon, от bichonner — мелко завивать, наряжать, ухаживать).

## Описание
Болонки — миниатюрные собаки, рост в холке не более 30 см. Они отличаются густой, длинной шелковистой шерстью, часто белого цвета. Уже с древних времён болонки были любимицами дам.

## Породы
- Бишон фризе (фр. Bichon à poil frisé) — стандарт FCI № 215.
- Гаванский бишон или Гаванская болонка (фр. Bichon Havanais, англ. Havanese) — стандарт FCI № 250, единственная национальная порода Кубы. В последние годы пользуется особой популярностью среди городских жителей США. Отличается от других болонок загнутым на спину хвостом и темно-серым с белым или коричневым с белым окрасом[4].
- Болоньез (итал. Bolognes) — стандарт FCI № 196, выведен в Италии, путем скрещивания мальтийской болонки и пуделя, миниатюрная кудрявая собака белого или бело-кремового окраса[5].
- Мальтийская болонка или Мальтезе (англ. Maltese) — стандарт FCI № 65.
- Малая львиная собака или лёвхен (фр. Petit chien lion) — стандарт FCI № 233.
- Котон-де-тулеар (фр. Coton de Tuléar) — стандарт FCI № 283.
- Русская цветная болонка — русская порода, не признанная FCI.

Болонки
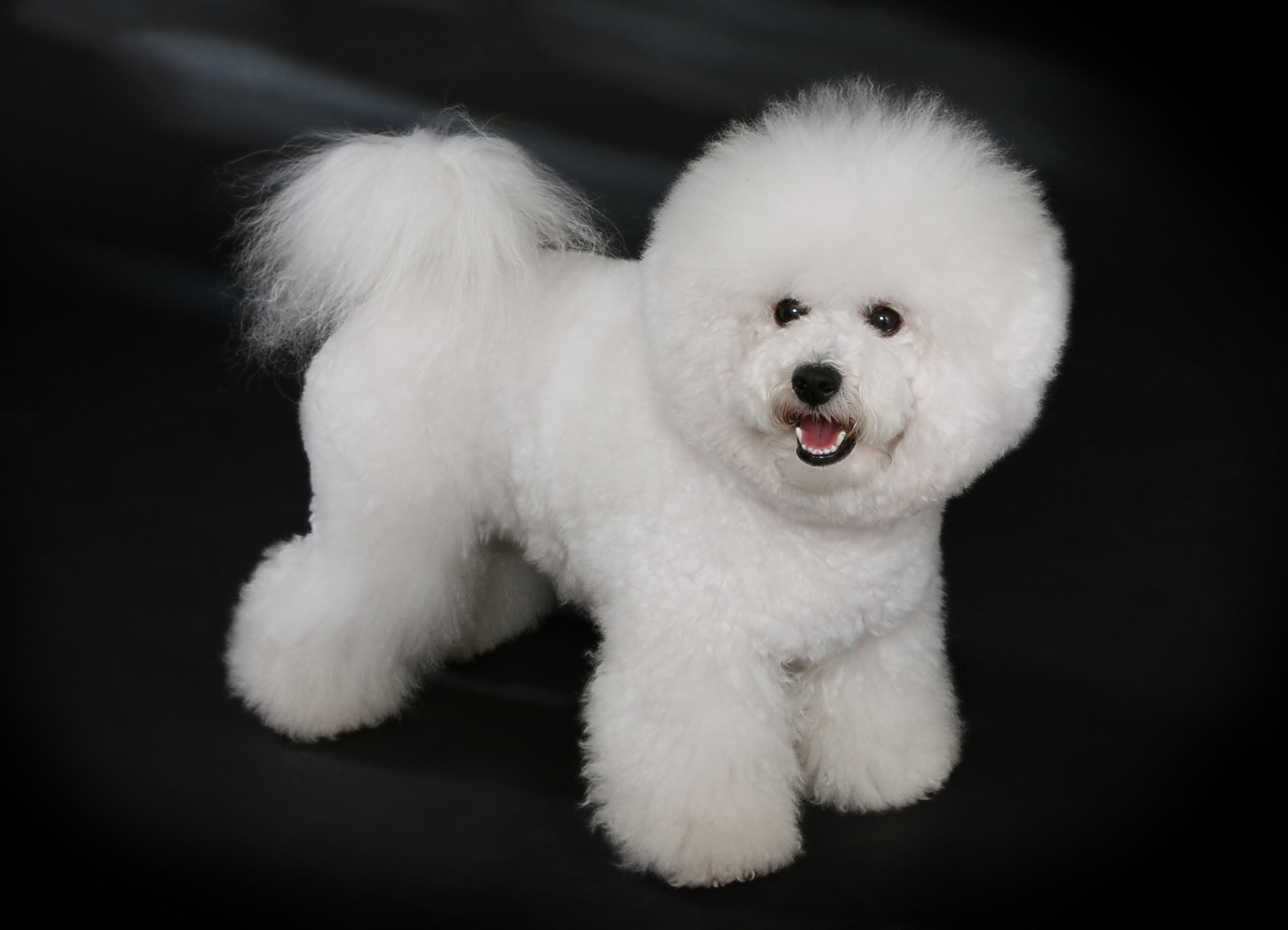
Бишон фризе
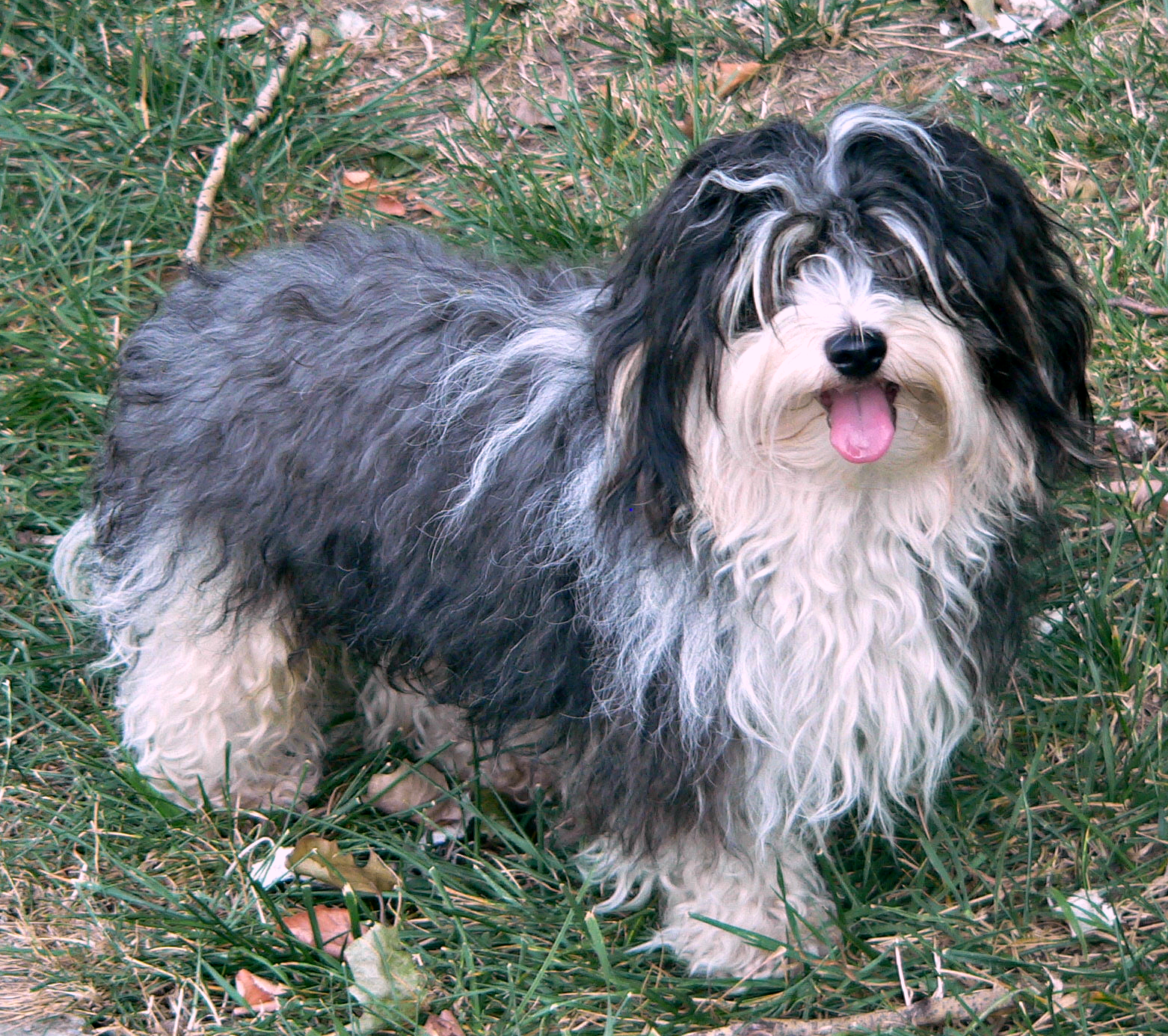
Гаванский бишон
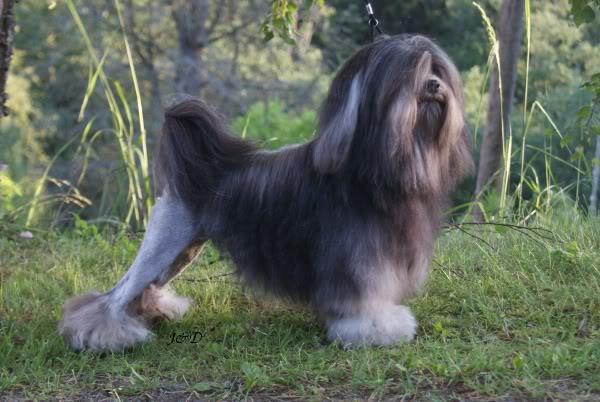
Малая львиная собака
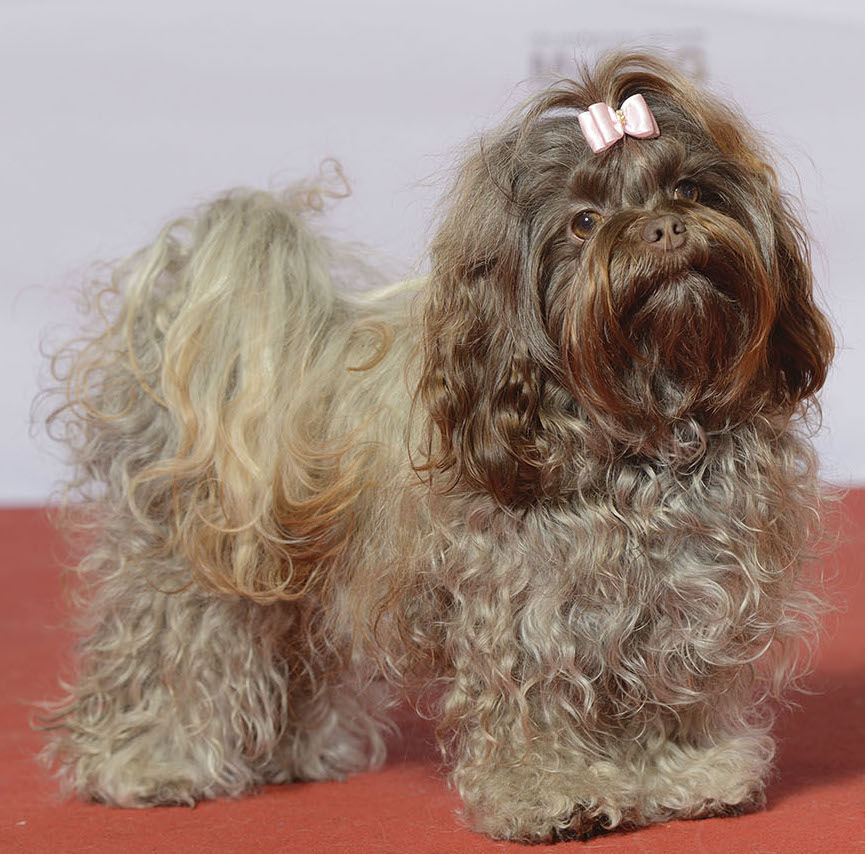
Русская цветная болонка
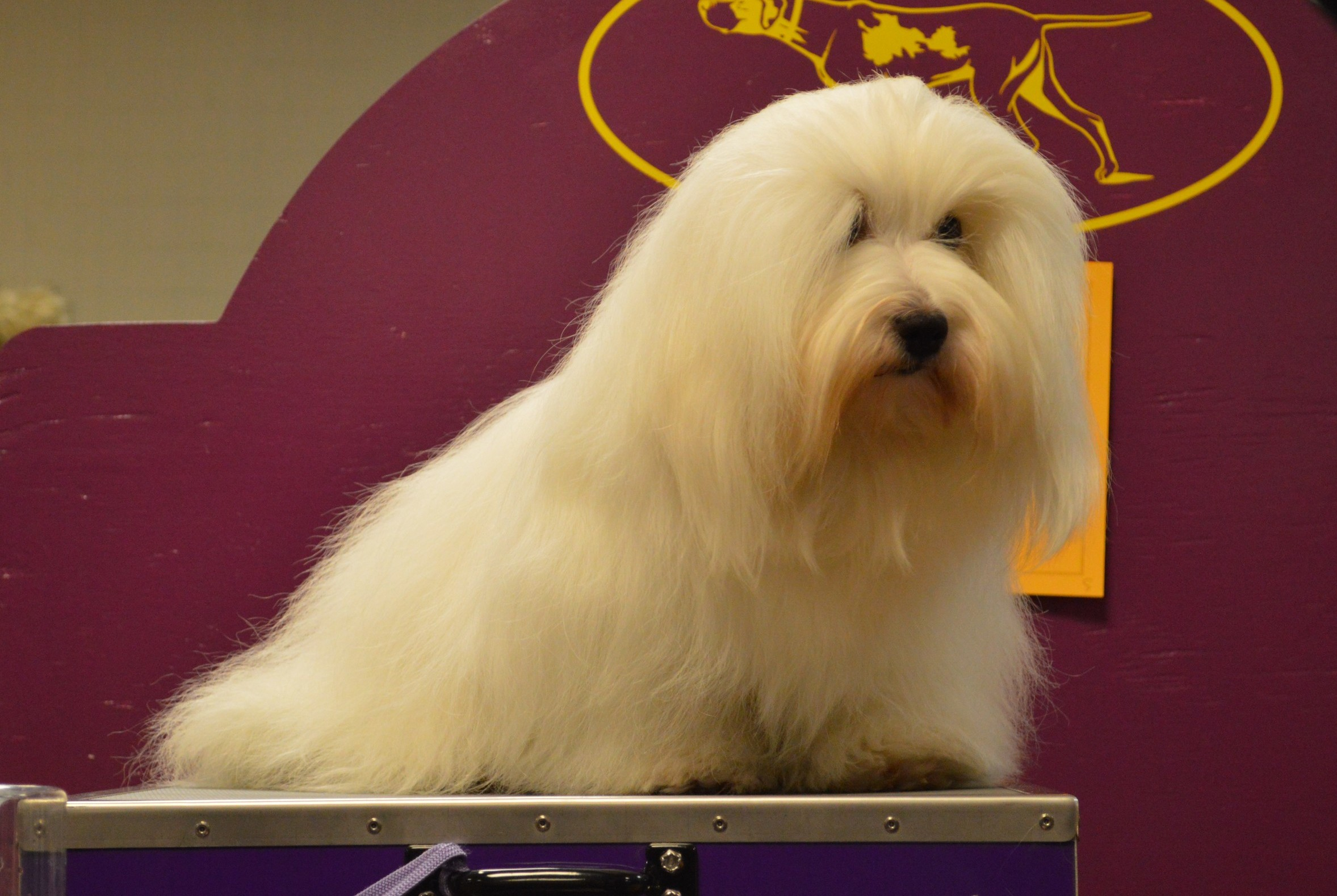
Котон-де-тулеар
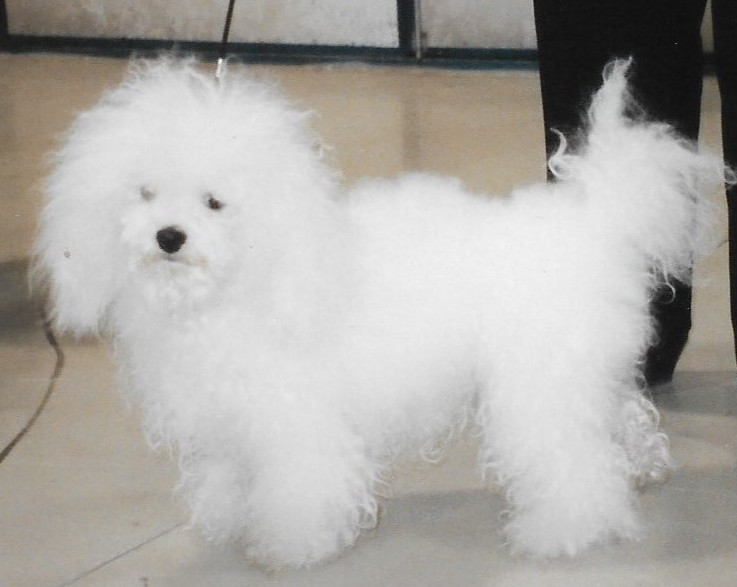
Болоньез, французская болонка
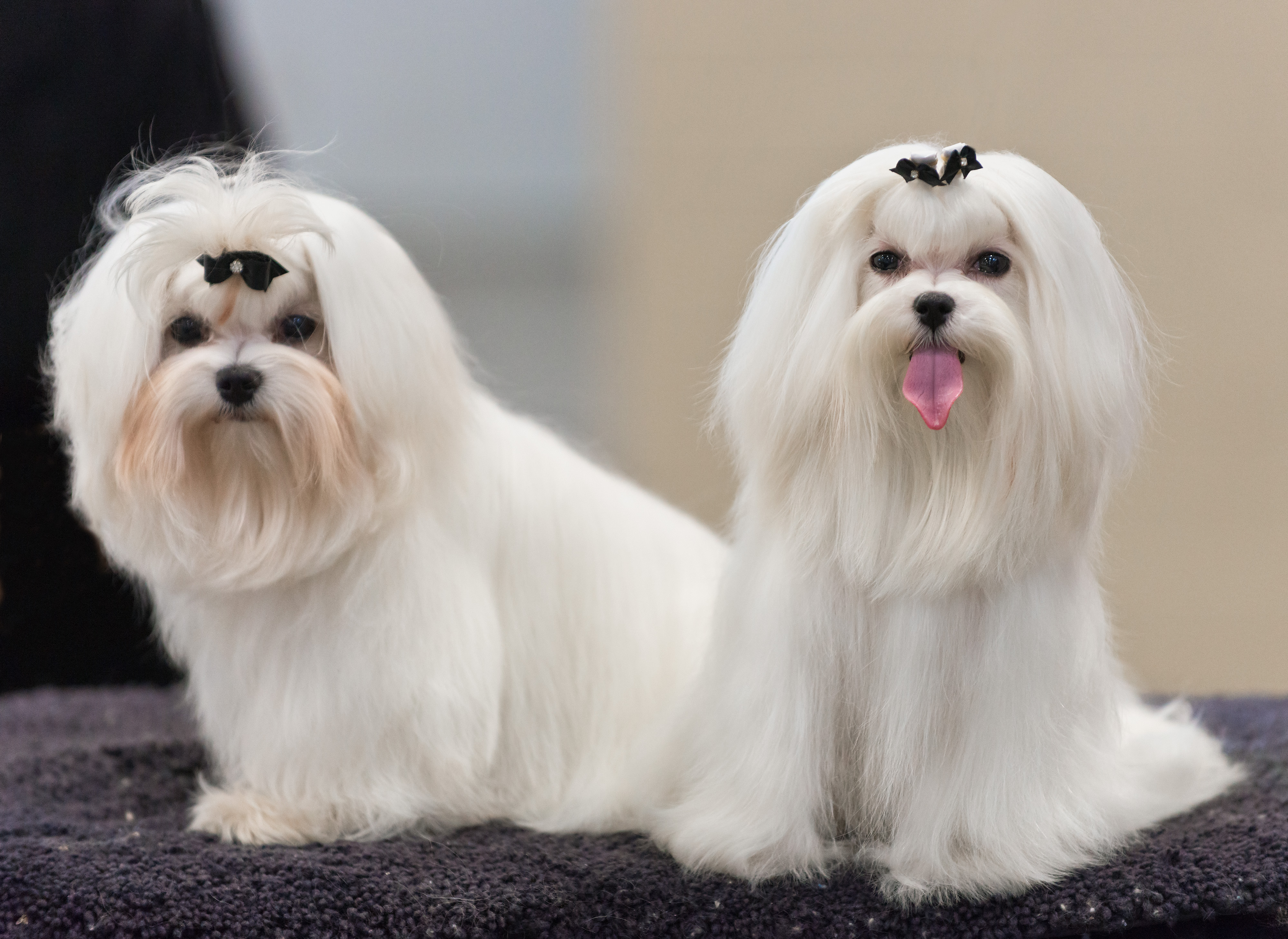
Мальтийская болонка